# 뉴스매거진 울산
뉴스매거진 울산은 SBS의 울산권 네트워크 방송사인 울산방송(ubc)의 오전 시간대 뉴스를 정리하는 시사 프로그램이다.

## 앵커
- 송장섭 기자

## 같이 보기
- ubc